# Заїки (Харків)
Заї́ки — село на території Харкова. Це поселення у 2012 році приєднали до складу міста, але саме село юридично досі не зняте з обліку. Населення становить 215 осіб.

## Географія
Історична місцевість Харкова у складі Немишлянського району міста Харків Заїки знаходиться всередині Харківської окружної дороги (М03 (E40)).

## Історія
Село Заїки засноване в 1929 році.
6 вересня 2012 року Верховна Рада України прийняла постанову «Про зміну і встановлення меж міста Харків, Дергачівського і Харківського районів Харківської області», згідно з якою територія села була включена в межі міста Харкова.
5 березня 2013 року Харківська обласна рада ухвалила рішення про виключення села з облікових даних.. Але Верховна Рада ці зміни досі не затвердила.

## Транспорт
Автобус №83: Ст.м.Академіка Барабашова - Заїки